# Denmark (Wisconsin)
Pour les articles homonymes, voir Denmark.
Denmark est un village du comté de Brown, dans l’État du Wisconsin, aux États-Unis. Sa population s’élevait à 2 123 habitants lors du recensement de 2010.

## Histoire
La localité a été fondée par des pionniers danois.